# Rol de las mujeres en la revolución nicaragüense

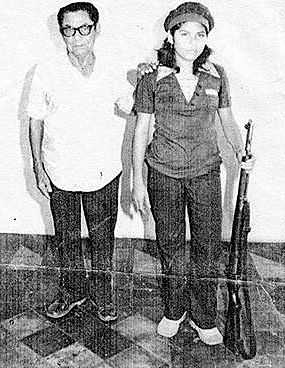
Lucía Fuentes, una mujer soldado de León

Las mujeres desempeñaron un papel en la Revolución nicaragüense. Quienes se unieron al movimiento sandinista en la Nicaragua revolucionaria libraron esencialmente una batalla: asegurar la libertad nacional frente a la dictadura de Somoza y avanzar en la igualdad de género.
Hubo una emergencia de mujeres como participantes activas y líderes. Muchas mujeres se unieron a las filas de los sandinistas cuando comenzó la lucha armada en Nicaragua en 1967.
Las mujeres también se unieron al movimiento de los Contras. Tanto las mujeres sandinistas como las de la Contra trabajaron juntas para generar reformas en Nicaragua.

## Descripción
Se calcula que las mujeres constituían aproximadamente entre el 25 y el 30 por ciento del Frente Sandinista de Liberación Nacional (FSLN). En el otro bando de la revolución, las mujeres también participaron, aunque en menor número. Se calcula que el siete por ciento de los Soldados de la Contrarrevolución (Contras) eran mujeres. Las mujeres de ambos bandos de la revolución desempeñaron muchas funciones, entre ellas: organizadoras, partidarias de las comunicaciones, proveedoras de sus hogares para la protección de sus compañeras y persuasoras de sus maridos para que se unieran a la revolución.
El cambio en las relaciones de género fue limitado debido a que el proceso fue moldeado por los valores y prioridades del gobierno sandinista en lugar de por la principal organización de mujeres AMNLAE (Asociación de Mujeres Nicaragüenses Luisa Amanda Espinosa) o la creciente Ideología Feminista Durante la Revolución Sandinista, que resultó en la victoria de la candidata de la oposición Violeta Barrios de Chamorro, sobre el titular Daniel Ortega en las elecciones de 1990 que pusieron fin a la revolución.
Las mujeres se empoderaron para desafiar cualquier intento que las redujera de nuevo al papel doméstico. El retrato que hace Chamorro de las mujeres reforzó, más que cuestionó, la política de igualdad de género en Nicaragua.

## Ideología feminista
Las mujeres de Nicaragua durante la Revolución Sandinista vieron cambiar drásticamente su modo de vida. Las mujeres se involucraron como guerrilleras en el derrocamiento del régimen de Anastasio Somoza García, ya que muchas mujeres se movilizaron para ayudar al FSLN a llevar a cabo la revolución.
Al principio de la revolución, el FSLN hizo de la emancipación de la mujer uno de sus principales objetivos. Con la ayuda de su compañera y principal organización femenina AMNLAE (Asociación de Mujeres Nicaragüenses Luisa Amanda Espinosa), el FSLN logró avances significativos hacia este objetivo. En concreto, los sandinistas prohibieron el uso de la mujer como objeto sexual; el cuerpo femenino no podía utilizarse para vender productos en Nicaragua. Los sandinistas promovieron la lactancia materna e hicieron pausas legalizadas para que las mujeres trabajadoras pudieran hacerlo, eliminaron la distinción entre niños nacidos dentro y fuera del matrimonio, prohibieron el antiguo «salario familiar» por el que los hombres cabeza de familia recibían el salario del trabajo de su mujer y sus hijos, y establecieron penas para reprimir la prostitución. Exigían que hombres y mujeres compartieran las tareas domésticas, incluido el cuidado de los hijos. Este requisito adoptó la forma de una «ley de crianza», que obligaba a los hombres a hacerse cargo de la mitad de lo que necesitaran sus hijos -educación, crianza, manutención, vestido, etc.- hasta que cumplieran los dieciocho años.
Las feministas nicaragüenses no fueron capaces de encontrar una voz a través de AMNLAE, a la que consideraban más femenina que feminista, por lo que muchas feministas cortaron sus lazos con lo que consideraban una organización de derechas y empezaron a defender la igualdad de género por su cuenta. Esto se hizo cada vez más difícil durante la guerra de la Contra, cuando AMNLAE, el FSLN y otras mujeres independientes dejaron de centrarse en la emancipación de la mujer para centrarse en ganar la guerra. La reticencia de AMNLAE a perseguir explícitamente la agenda antisexista y la posterior aceptación de roles más tradicionales para las mujeres y las familias por parte del FSLN fue en gran parte responsable del resultado de las elecciones de 1990.
En 1990, Violeta Chamorro, representante de la Oposición Unida Nicaragüense (UNO), fue elegida para el cargo. Esto no sólo fue una derrota para el FSLN y los revolucionarios, sino también para las feministas nicaragüenses. Debido a que ni AMNLAE ni el FSLN desafiaron explícitamente las controversias sexistas, posteriormente cayeron ante un partido mucho más tradicional y conservador dirigido por una mujer presidente que cumplía los típicos roles de género que las feministas nicaragüenses sentían que las mujeres necesitaban desesperadamente desmantelar durante la revolución.

## Mujeres en la lucha armada
Las mujeres de la Nicaragua revolucionaria desempeñaron un papel significativo y poco habitual en la revolución como guerrilleras en las fuerzas armadas, desafiando posteriormente sus papeles tradicionales de madres y cuidadoras primarias. Su entrada inicial en la esfera pública como guerrilleras fue precursora de su posterior participación en acontecimientos y programas revolucionarios de carácter más político. Mujeres de todas las edades y orígenes socioeconómicos se unieron a ambos bandos del conflicto como parte de las fuerzas revolucionarias sandinistas y como parte de las fuerzas contrarrevolucionarias.
Las mujeres se unieron al FSLN para desafiar al régimen de Somoza por muchas razones que en esencia rodeaban la cuestión de la represión política de las mujeres nicaragüenses y de la juventud nicaragüense en particular. El FSLN comenzó a integrar mujeres en sus fuerzas guerrilleras en 1967. A diferencia de otros grupos guerrilleros de izquierdas de la región, los sandinistas adoptaron posturas progresistas en materia de igualdad de género porque creían que ganarse el apoyo y la participación de las mujeres en la revolución sólo serviría para fortalecerla y garantizar un mayor éxito. Esto, a su vez, hizo que las mujeres se alinearan con los sandinistas y obtuvieran el apoyo adicional de las jóvenes sandinistas que querían rebelarse contra el régimen de Somoza.

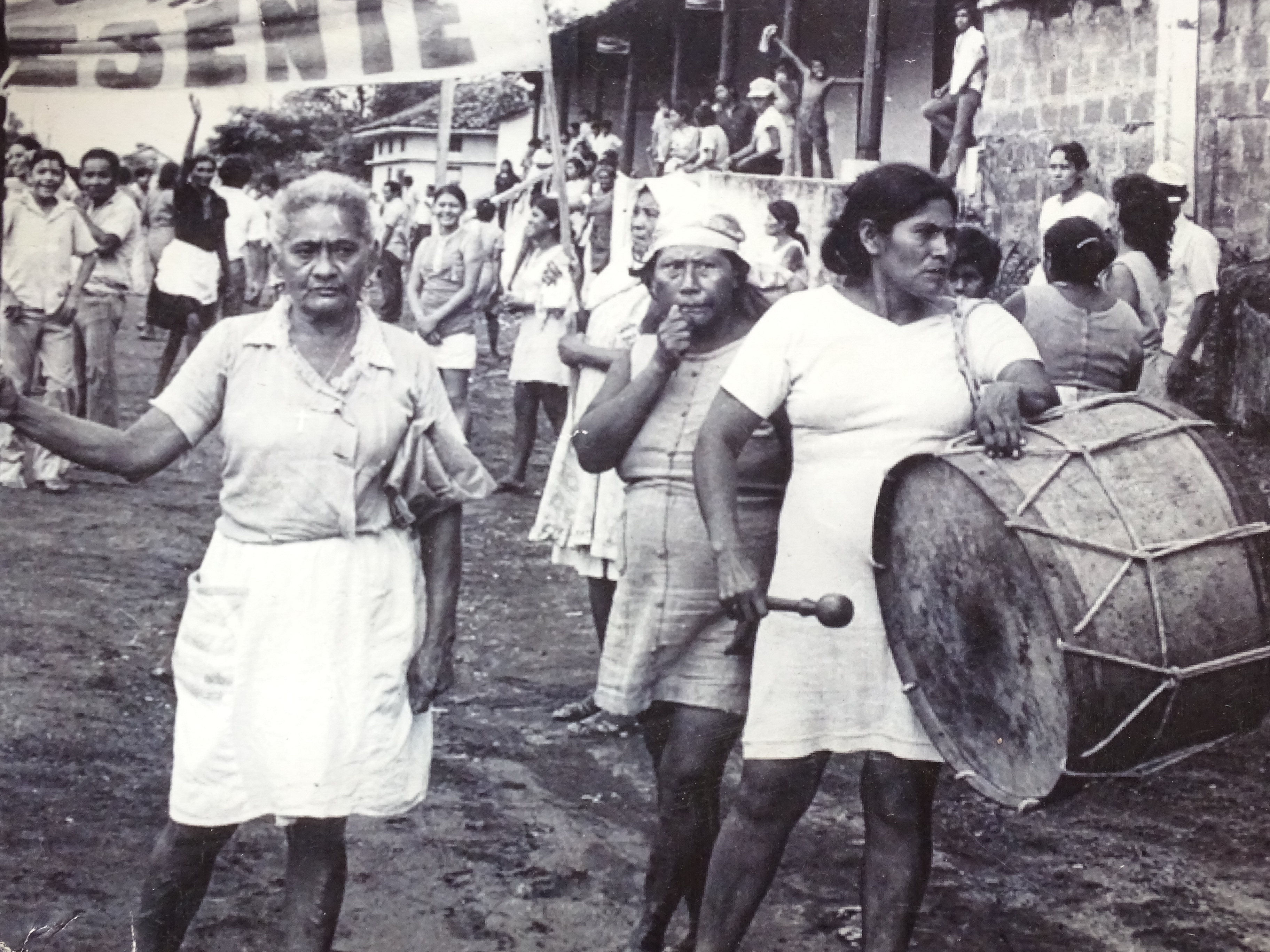
Mujeres que participan en la revolución (1970)

Las mujeres del FSLN fueron alentadas a participar en todos los aspectos de la vida combativa y civil como iguales a sus homólogos masculinos. Las mujeres tenían sus propios batallones que marchaban en mítines organizados por el FSLN, como el celebrado en 1979 en la ciudad de Carazo. Las mujeres debían llevar mochilas de cuarenta libras, y los hombres debían realizar tareas tradicionalmente femeninas como la preparación de alimentos. Aunque los hombres superaban ampliamente a las mujeres en las posiciones de liderazgo dentro de las filas del FSLN, las mujeres constituían aproximadamente entre el 25 y el 30 por ciento de los miembros.
Del mismo modo, la Guardia Nacional también contaba con mujeres entre sus filas, activas como agentes de policía, así como en el EEBBI, las fuerzas especiales del régimen de Somoza. Estas mujeres también vieron acciones de combate contra la guerrilla.
Luisa Amanda Espinoza fue la primera mujer sandinista muerta en combate contra el régimen de Somoza, fue uno de los modelos revolucionarios. Espinoza, antes de unirse a las filas del FSLN, era una mujer pobre de ciudad que había abandonado a su marido maltratador. Tras sobrevivir a muchas misiones peligrosas, fue asesinada tras ser traicionada por un informante. Su nombre se incorporó más tarde a la asociación de mujeres nicaragüenses AMNLAE (Asociación de Mujeres Nicaragüenses Luisa Amanda Espinosa) en conmemoración de su papel en la revolución.
Las mujeres sandinistas, apoyadas en gran medida por la principal organización de mujeres de la época, AMNLAE, lucharon por preservar la revolución y continuar la lucha por la emancipación de la mujer manteniendo el Ideario Feminista Durante la Revolución Sandinista. La AMNLAE proporcionaba a las mujeres asistencia jurídica si la necesitaban para casos de manutención de los hijos o divorcio, y ayudaba a las mujeres que sufrían abusos mentales o físicos. La asociación también tenía una revista para mujeres con información sobre el cuerpo de la mujer, el control de la natalidad, el embarazo y sus ciclos menstruales, así como información política en un formato fácil de leer, ya que muchas de las mujeres no sabían leer ni escribir.

## Mujeres contrarrevolucionarias

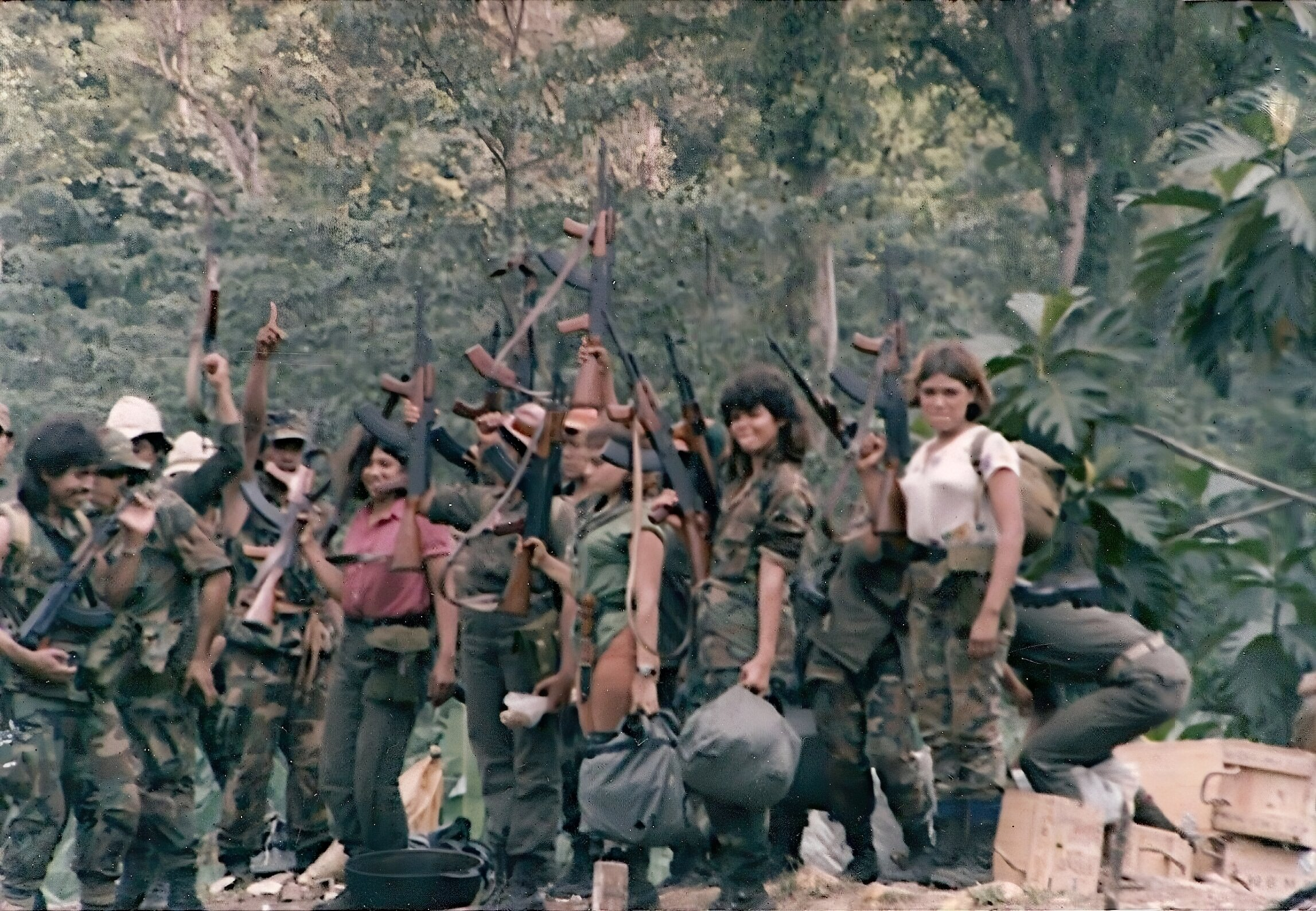
Comandos Femeninos de la Contra (1987)

Las mujeres nicaragüenses participaron como parte de los contrarrevolucionarios o Contras por muchas razones. Muchas se unieron como parte de un levantamiento indígena general de los pueblos amerindios maltratados por los sandinistas, otras eran antiguas simpatizantes sandinistas de izquierdas desafectadas con el régimen. Sin embargo, todas las razones que tuvieron las mujeres para adoptar posturas contrarrevolucionarias se derivan de experiencias personales y no de razones puramente ideológicas. En concreto, muchas mujeres se unieron a causa de los hombres que había en sus vidas y de las decisiones políticas que tomaron. Se calcula que el siete por ciento de los Contras eran mujeres.

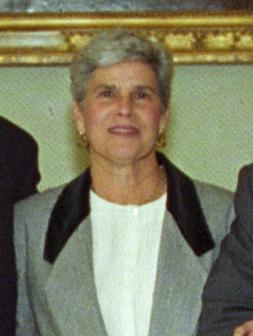
Violeta Chamorro

Al igual que las organizaciones de mujeres sandinistas, las mujeres de la Contra crearon organizaciones para ayudar a las mujeres que habían perdido maridos e hijos en el conflicto. El Comité de Madres de la Resistencia se formó en un esfuerzo por obtener pensiones de guerra del gobierno. Las mujeres del movimiento sandinista y de la Contra trabajaron juntas. En 1993, grupos de mujeres sandinistas y de la Contra se fusionaron para formar una organización con el objetivo de intentar la reconciliación; la organización se llamó Asociación de Madres y Víctimas de la Guerra. Esta organización logró obtener pensiones para un pequeño número de mujeres. También financió y llevó a cabo proyectos conjuntos de desarrollo.
Estos proyectos de desarrollo incluían un proyecto de vivienda de autoayuda, paquetes de ayuda alimentaria y una cooperativa de construcción. El proyecto de vivienda, El Progreso, construyó 26 casas para Madres de la Resistencia y 26 casas para mujeres sandinistas. En la cooperativa de construcción, las mujeres aprendieron a fabricar ladrillos y a construir letrinas. La organización también recibió financiación de una agencia alemana. El dinero sobrante se utilizó para financiar otras iniciativas, como un fondo de crédito, clases de arte para niños y cursos de formación para mujeres con discapacidad en terapia de belleza, floristería, panadería y corte y confección.